# Naturbruksgymnasiet Svenljunga

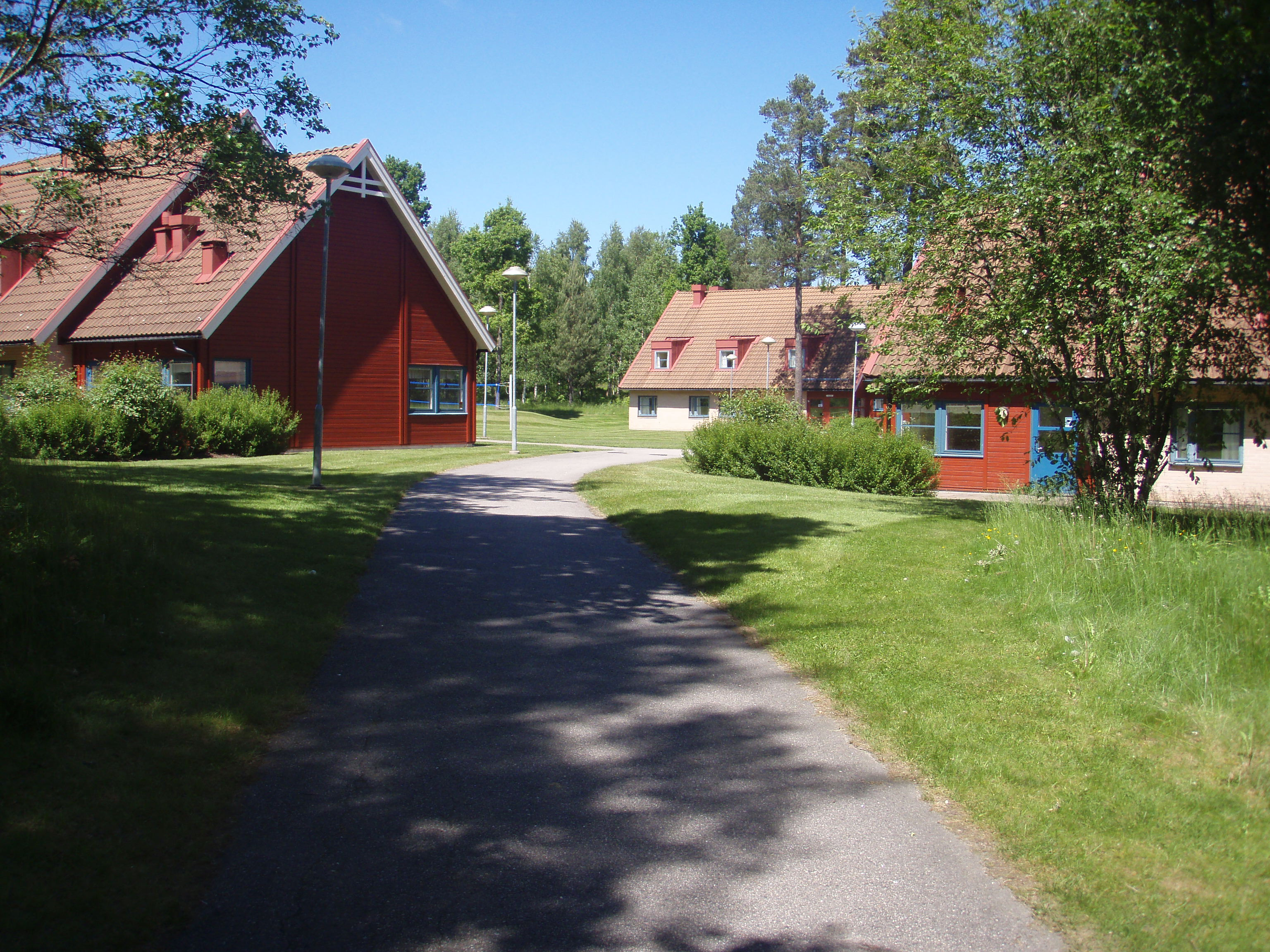
Internathusen på Naturbruksgymnasiet Svenljunga

Naturbruksskolan Svenljunga är beläget i Svenljunga kommun omkring 3 mil söder om Borås kommun. Skolan är belägen omkring 10 minuters promenadväg från centrum.
Skolan har tre huvudsakliga inriktningar inom det treåriga Naturbruksprogrammet "Upplevelseturism Outdoor", "Skogsbruk" och "Jakt- och viltvård". utöver gymnasieprogram finns även en del vuxenutbildningar. 
På skolan går omkring 130 elever och antalet anställda är cirka 35. De allra flesta eleverna bor på något av skolans fyra internathus, Björken, Eken, Tallen och Granen. 2024 invigs två nybyggda internat.  Elever på skolan har möjlighet att göra delar av sin praktik utomlands, bland annat i Italien, Spanien eller Tyskland.
Skolan har egen skogsmark på omkring 800 hektar varav 100 hektar är inhägnat för jaktutbildningen. Skolans huvudman är Västra Götalandsregionen som bedriver fyra naturbruksskolor med olika profileringar. Upptagningsområdet är hela regionen.